# T. Enami

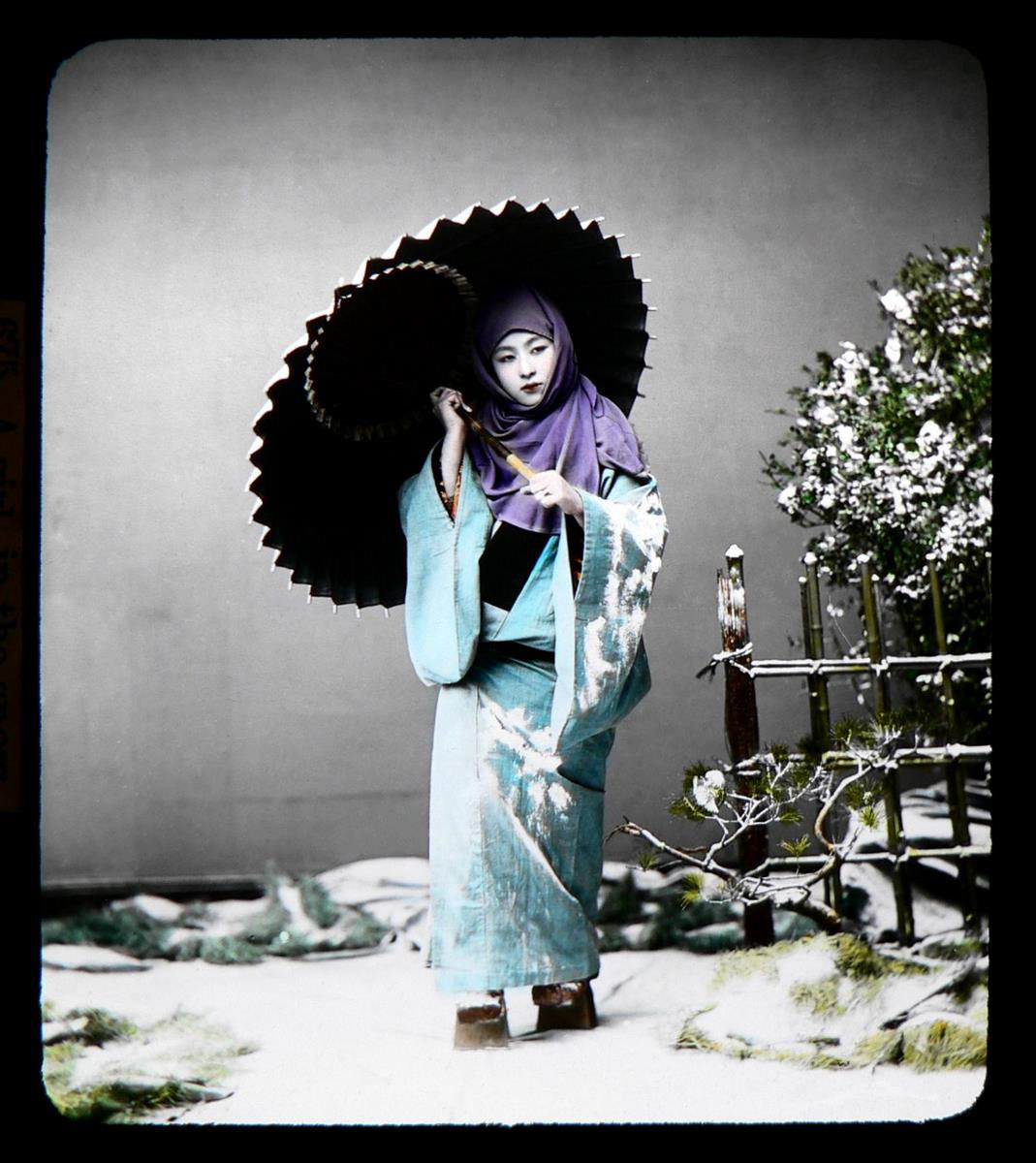
T. Enami: Dívka s deštníkem ve sněhu

T. Enami (vlastním jménem 江南 信國, Enami Nobukuni; 1859 Edo – 1929) bylo obchodní jméno japonského fotografa z období Meidži. Internetové stránky T. Enamiho, spravované Robem Oeschlem udává, že písmeno T. v názvu jeho obchodní společnosti může znamenat Toši, ačkoli o tom není zmínka v žádném dokumentu.

## Život a dílo
Narodil se v roce 1859 v Edu (nyní Tokio) během období Bakumacu. Byl nejprve žákem a pak asistentem známého fotografa a tiskaře Kazumasy Ogawy. Časem přesídlil do Jokohamy, kde si v roce 1892 otevřel vlastní fotografické studio na ulici Benten-dóri. Jen o několik dveří opodál se nacházelo studio tehdy už dobře známého Kózaburóa Tamamury, se kterým v průběhu několika let spolupracoval na nejméně třech projektech.
Enami se postupně stal jedním z mála fotografů své doby, o kterých je známo, že pracovali ve všech populárních formátech, včetně výroby velkoformátových fotografií sestavených do takzvaného legendárního alba "Yokohama Albums". Postupem času se z něho stal nejplodnější japonský fotograf v oblasti fotografií malého formátu jako jsou stereofotografie a skleněných diapozitivů. Nejlepší z nich byly ručně jemně kolorované. Jeho snímky ve všech formátech se objevovaly v různých knihách a časopisech s miliónovým nákladem. Série japonských stereofotografií nejméně tří velkých amerických vydavatelů se skládá výhradně ze snímků T. Enamiho.
Enami přežil zemětřesení v Kantó v roce 1923 a obnovil své studio, které zničily otřesy a následný požár. Po jeho smrti v roce 1929 převzal jeho první syn Tamocu fotografické studio a provozoval jej až do doby, kdy bylo opět zničeno v roce 1945 při bombardování Jokohamy během druhé světové války.

## Dědictví
Vzhledem k tomu, že Tamocu používal v označení společnosti počáteční písmeno "T." stejně jako jeho otec, historici fotografie nemohli rozeznat fotografie otce od těch, které pořídil jeho syn. Terry Bennett však ve své knize Photography in Japan 1853–1912 (Fotografie v Japonsku 1853–1912) nabízí zajímavé vyřešení otázky, zda je autorem fotografií "otec nebo syn". Rodina Enamiů v Jokohamě později záhadu vyřešila: Tamocu nebyl fotografem a T. Enami nikdy neznamenalo Tamocu Enami. Spíše to bylo tak, že syn i nadále udržoval v chodu studio a pokračoval v produkci a prodeji starých fotografií svého otce. Naštěstí díky shodnému prvnímu písmenu svého jména se svým otcem, nemusel měnit jméno společnosti, záhlaví dopisů nebo štíty společnosti. Toto odhalení a další životopisné údaje se objevily v eseji a seznamu stereofotografií, který sepsal okinawský historik fotografie a publikoval je v Bennettově následujícím svazku Old Japanese Photographs – Collectors' Data Guide
Philbert Ono ze společnosti PhotoGuide Japan spekuloval o možnosti, že T. Enami záměrně dal svému synovi křestní jméno začínající na "T" v domnění, že jednou rodinnou firmu převezme.
Pravděpodobně největší posmrtné vyznamenání pro Enamiho byl výběr jednoho z jeho snímků na obálku prvního vydání monumentálního díla Odyssey, The Art of Photography at National Geographic. Jako mladý muž Enami pro tento časopis pracoval jako fotograf.

## Galerie

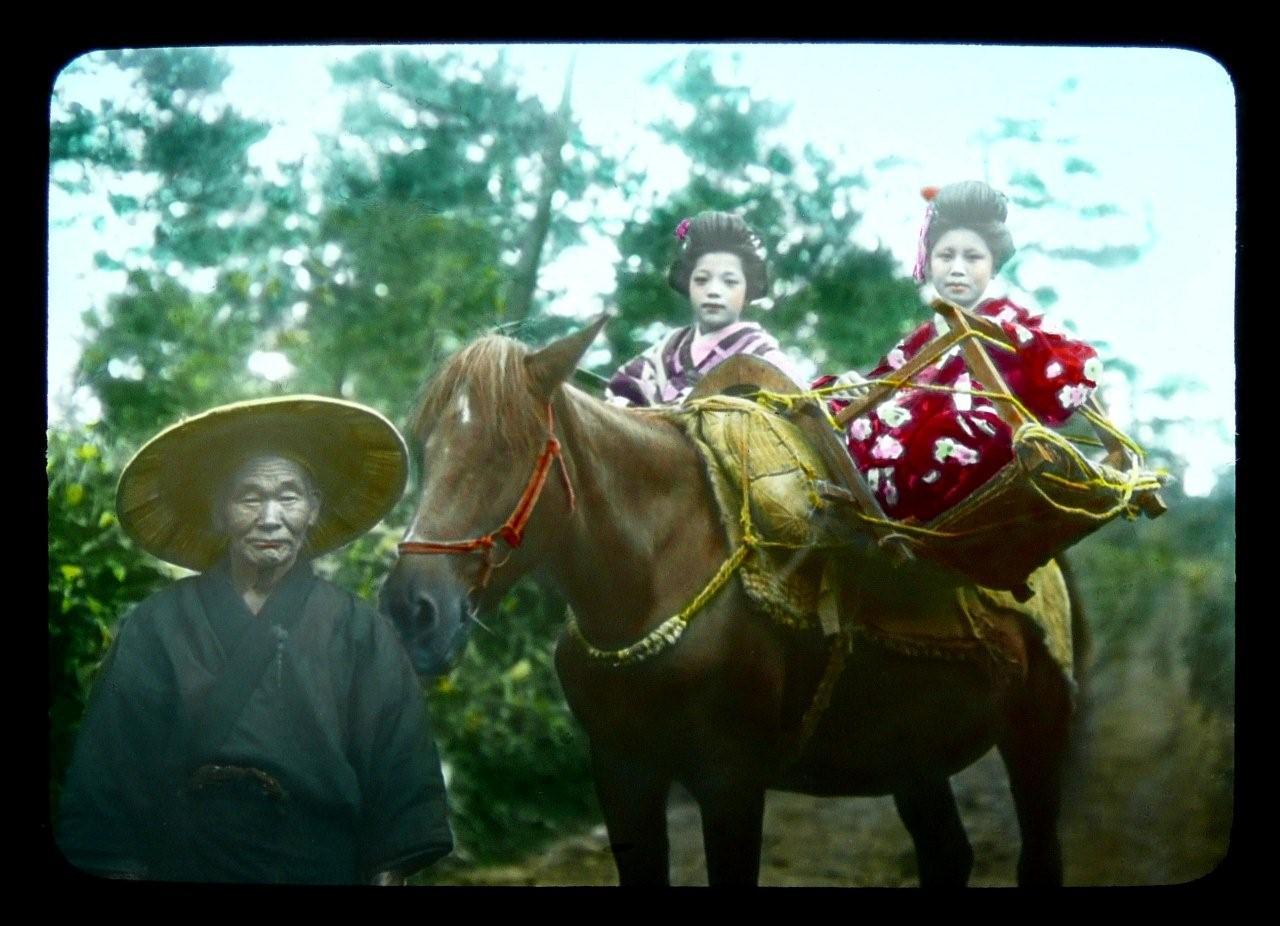
Japonský kůň nese dvě ženy
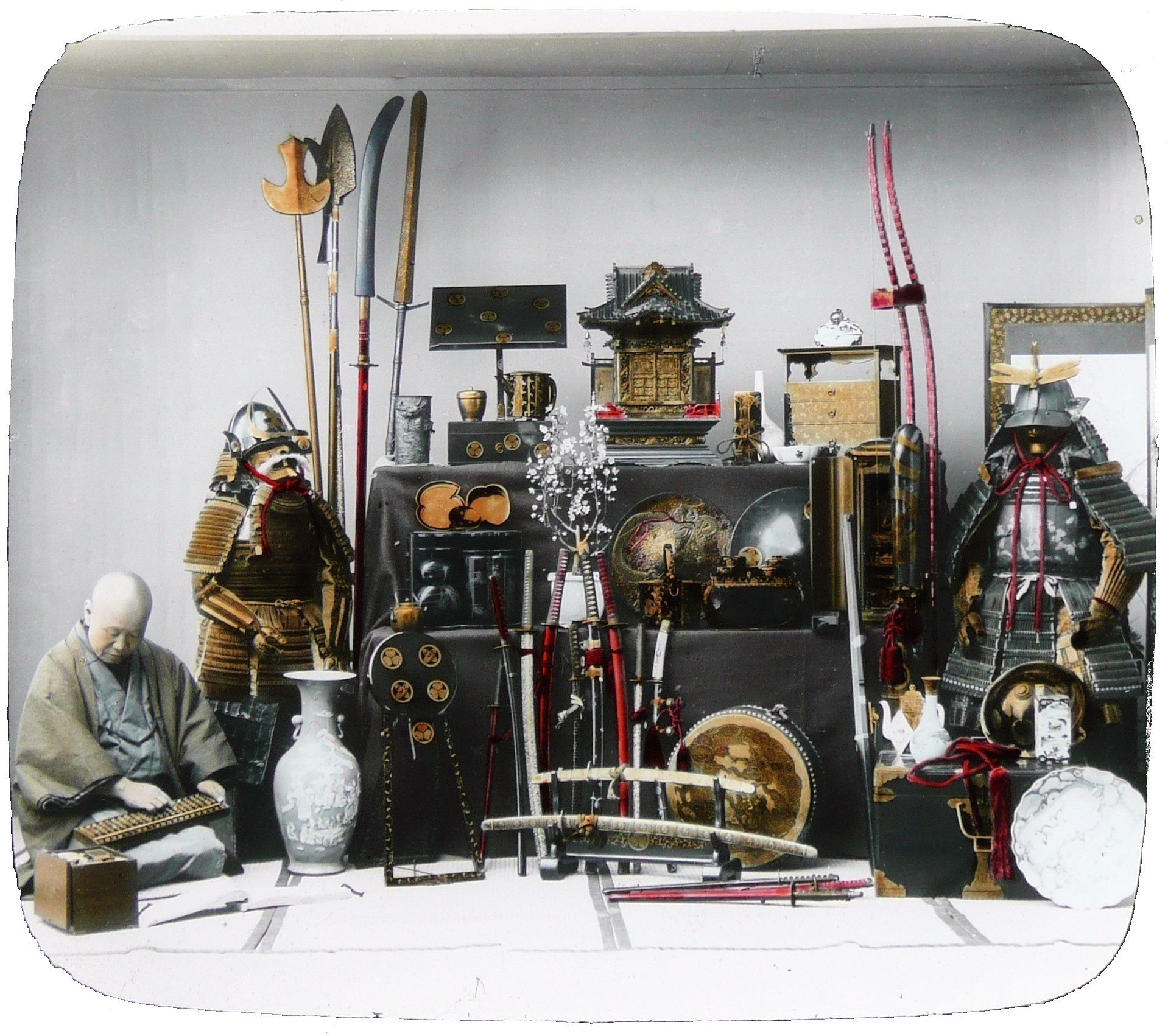
Japonská vojenská výzbroj
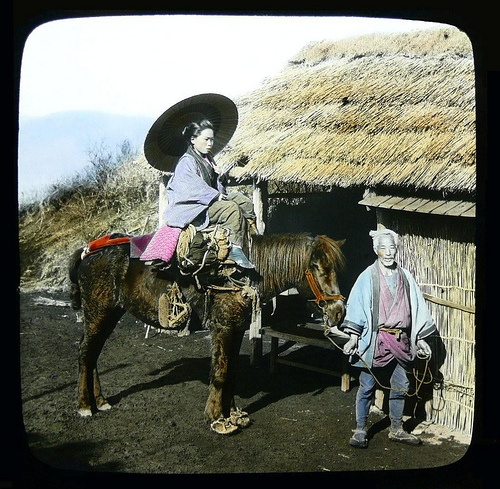
Žena na koni, 1892-1895